# Desnudez en combate

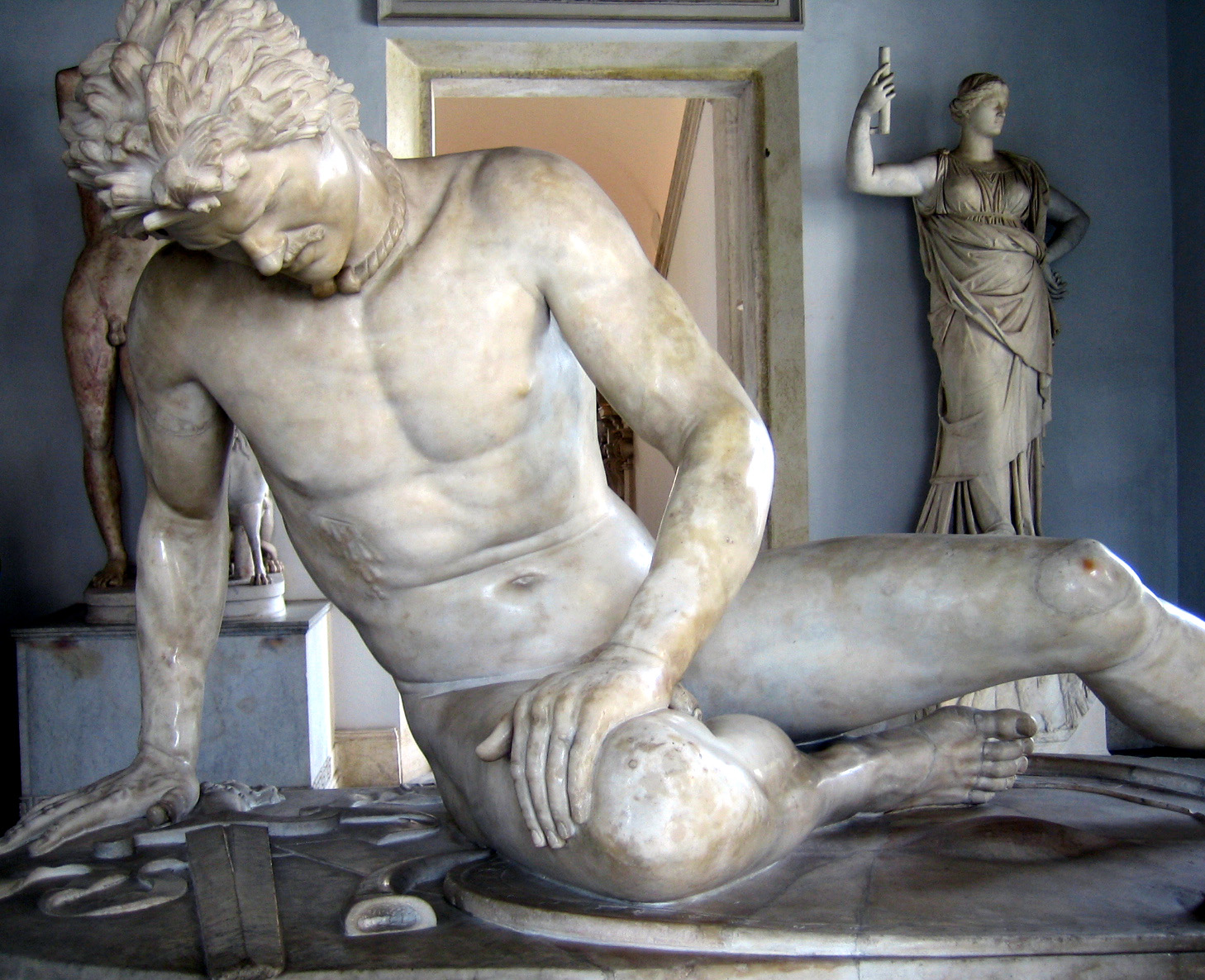
Gálata moribundo, anónimo.

La práctica de entrar en combate sin ropa ni armadura, posiblemente hasta la desnudez total, posee varias instancias históricas. El período arcaico griego trajo la convención artística de la desnudez heroica, y durante la emergencia de Roma se recogieron crónicas históricas de combatientes galos contando con esta costumbre en su idiosincrasia guerrera. 

## Historia antigua
Las historias de Polibio describen una casta de mercenarios galos, los gesates, participando completamente desnudos en la Batalla de Telamón (225 a. C.). Además de ellos, sus amos boyas e ínsubres en esta misma batalla son descritos también luchando sin camisa, vistiéndose sólo con pantalones, zapatos y mantos.
Diodoro Sículo informa de que ésta no era una costumbre inusual entre los galos, afirmando que "algunos usan corazas de hierro en batalla, mientras que otros luchan desnudos, confiando sólo en la protección que la naturaleza les confiere".
Tito Livio llega a vincular esta práctica con rituales de autolesión y de sangrado ritual, al menos al respecto de la tribu gálata de los tolistobogos. Al parecer, éstos no sólo combatían desnudos, sino que además se enorgullecían de derramar su propia sangre, y llegaban a ahondar voluntariamente algunas de sus heridas para incrementar el sangrado.
En la Batalla de Cannas, Aníbal empleó masas de galos boyos e ínsubres en la zona ventral de su línea, alternándose con grupos de mercenarios hispanos. Mientras que estos últimos vestían túnicas cortas ribeteadas de púrpura, los galos se habían desprendido de ropa: según Polibio, estaban desnudos por completo, y según Livio, solamente de cintura para arriba.

## En la modernidad
El donga, arte marcial originario de Etiopía y Sudán que emplea armas para competir, se practica desnudo. Son frecuentes las heridas de gravedad, e incluso las muertes.
Durante la Guerra de Vietnam, los zapadores del izquierdista Vietcong se desnudaban para atravesar alambres de espino sin que éstos se engancharan a su ropa.
El general liberiano Joshua Blahyi, conocido como el "General desnudo", ordenaba a sus combatientes adoptar esta costumbre para aterrorizar a sus enemigos.